# Penthimia formosana
Penthimia formosana är en insektsart som beskrevs av Matsumura 1912. Penthimia formosana ingår i släktet Penthimia och familjen dvärgstritar. Inga underarter finns listade i Catalogue of Life.